# ناصر پایدار
ناصر حامد پایدار (متولد ۳۱ اکتبر ۱۹۵۶) یک مدیر دانشگاهی آمریکایی است که در حال حاضر به عنوان معاون وزیر آموزش برای تحصیلات تکمیلی فعالیت می‌کند. او قبلاً به عنوان رئیس دانشگاه ایندیانا - دانشگاه پردو ایندیاناپولیس (IUPUI) از سال ۲۰۱۵ تا ۲۰۲۲ خدمت می‌کرد.
پایدار در تهران متولد شد. او در سال‌های ۱۹۷۹، ۱۹۸۱ و ۱۹۸۵ مدرک لیسانس، فوق لیسانس و دکترا را در رشته مهندسی مکانیک از کالج مهندسی دانشگاه سیراکیوز و علوم کامپیوتر دریافت کرد.

## حرفه
پایدار در سال ۱۹۸۵  به عنوان استادیار مهندسی مکانیک در دانشکده فنی و مهندسی به IUPUI پیوست و در زمینه‌های طراحی مکانیک سازه، بیومکانیک و بسته‌بندی الکترونیکی فعالیت می‌کرد. او بین سال‌های ۱۹۸۹ تا ۲۰۰۳ سمت‌های زیادی را در این دانشگاه برعهده داشت، از جمله ریاست گروه و دانشیار برای برنامه‌های تحصیلات تکمیلی و برنامه‌های دانشگاهی.
از سال ۲۰۰۴ تا ۲۰۰۷، او معاون و رئیس دانشگاه ایندیانا - دانشگاه پردو کلمبوس (IUPUC) شد. پایدار از سال ۲۰۰۷ تا ۲۰۱۲ رئیس دانشگاه شرق ایندیانا شد. پس از این، پایدار در سال ۲۰۱۲ به IUPUI بازگشت و تا زمان انتصاب خود به عنوان رئیس دانشگاه به عنوان معاون اجرایی و مدیر ارشد علمی خدمت کرد.
در ۱۷ نوامبر ۲۰۱۵، وی به عنوان پنجمین رئیس IUPUI و همچنین معاون اجرایی دانشگاه ایندیانا منصوب شد. پس از بیش از ۳۶ سال حضور در دانشگاه، پایدار در ۲۸ فوریه ۲۰۲۲ بازنشسته شد.
در مارس ۲۰۲۲، جو بایدن، رئیس‌جمهور، پایدار را برای خدمت به عنوان دستیار وزیر برای دفتر آموزش عالی معرفی کرد. او در ۴ اوت ۲۰۲۲ تأیید شد.

## زندگی شخصی
پایدار با نیلوفر ازدواج کرده‌است که زمانی که هر دو در سیراکوز دانشجو بودند با او آشنا شد. این زوج دو فرزند بالغ دارند.